# برادغيتية
البرادغيتية (الاسم العلمي:Bradgatia) هي أحفورة من العصر الإدياكاري أجمية الشكل. وهي تتألف من ستة سعف أو أكثر من تنبثق من نقطة مركزية في القاعدة. وتشبه الملفوف مهروس المظهر. عندما يتم العثور على أحفوريات متعددة معاً تكون متباعدة بشكل منتظم بدلاً من توزيعها عشوائياً. وقد هيمنت على النظام البيئي ضمن 8 إلى 22 سم فوق سطح الطين في أسفل البحر حيث نمت. وقد غطت عليها الشارنية والشارنية القرصية التي نمت في مكان قريب. تم العثور على البرادغيتية في غابة شارنوود في إنجلترا في ميستاكين بوينت وشبه جزيرة بونافيستا في نيوفاوندلاند وأيضا في كولومبيا البريطانية. وتعود هذه الأحفوريات إلى ما قبل 565 إلى 575 مليون سنة. وصفتها هيلين بوينتون وفورد في عام 1995. سميت باسم حديقة برادغيت في غابة شارنوود في إنجلترا.
تم تحدي نوع وحيد هو البرادغيتية اللنفوردية. 